# 你 (あなた)
「你 (あなた)」（ニイ (あなた)）は、テレサ・テンの日本での11枚目のシングル曲である。1980年7月21日にポリドール・レコード（レコード品番：DR 6430）からLP盤形式でリリースされた。

## 概要
タイトル曲「你 (あなた)」は山上路夫が作詞、信楽順三が採譜を務めている。カップリング曲「まごころ」は相川光正が作詞、うすいよしのりが作曲を務めている。利岡和孝がプロデューサー、近藤信治がジャケット撮影を務めている。演奏はポリドール・オーケストラが担当。

## 収録曲
1. 你 (あなた) [3:27]
作曲: 阮映九 (Nguyễn Ánh Chin, Ánh 9)、　作詞：山上路夫、採譜：信楽順三、編曲：小野崎孝輔
2. まごころ [4:09]
作詞：相川光正、作曲：うすいよしのり、編曲：伊部晴美